# Александропольский уезд
Александропольский уезд — административная единица в составе Грузино-Имеретинской, Тифлисской, Эриванской губерний, Первой Армянской республики, ССР Армении. Центр — город Александрополь.

## История
Александропольский уезд был образован в 1840 году в составе Грузино-Имеретинской губернии. В 1846 году к Александропольскому уезду присоединяется Ахалкалакский участок, отделенный от Ахалцыхского уезда, и Александропольский уезд включается в состав новообразованной Тифлисской губернии. В 1849 году Александропольский уезд без Ахалкалакского участка включается в состав новообразованной Эриванской губернии. В начале 1860-х годов часть территории уезда была передана Тифлисскому уезду Тифлисской губернии для образования в его составе Лорийского приставства.
В период с 1918 по 1929 годы границы уезда неоднократно менялись. В 1918 году уезд вошел в состав Первой Армянской республики, в 1920 году - в состав ССР Армении. В 1924 году переименован в Ленинаканский уезд. В 1929 году уезд был упразднён.

## Население

### Национальный состав в 1897 году
По данным первой всеобщей переписи населения Российской империи 1897 г.  в уезде проживало 165 503 чел. Национальный состав был следующим:
- армяне — 141 522 чел. (85,51 %),
- татары (азербайджанцы)[Комм. 1] — 7 832 чел. (4,73 %),
- славяне (в основном великорусы (русские), а также малорусы (украинцы), белорусы) — 6 836 чел. (4,13 %),
- курды (и езиды) — 4 976 чел. (3,01 %),
- греки — 1 082 чел. (0,65 %),
- поляки — 972 чел. (0,59 %),
- евреи — 450 чел. (0,27 %),
- итальянцы — 325 чел. (0,2 %),
- литовцы — 318 чел. (0,19 %),
- грузины — 267 чел. (0,16 %),
- турки — 235 чел. (0,14 %),
- персы — 126 чел. (0,08 %),
- немцы — 105 чел. (0,06 %),
- айсоры (ассирийцы) — 34 чел. (0,02 %),
- мордовы — 12 чел. (0,01 %),
- таты — 1 чел. (<0,01 %),
- остальные народности — 410 чел. (0,25 %).

В уездном городе Александрополе проживало 30 616 чел..

### Национальный и религиозный состав в 1914 году
- Армяне (ААЦ) — 201 052 (88,60 %),
- Армяне-православные — 85 (0,04 %),
- Мусульмане-шииты — 7 128 (3,14 %),
- Мусульмане-сунниты — 1 968 (0,87 %),
- Курды — 59 (0,03 %),
- Езиды — 5 840 (2,57 %),
- Славяне (в основном русские, православные) — 5 683 (2,50 %),
- Русские (старообрядцы и сектанты) — 1 891 (0,83 %),
- Ассирийцы и другие христиане — 454 (0,2 %),
- Европейцы — 349 (0,15 %),
- Цыгане — 58 (0,03 %),
- Евреи — 155 (0,07 %),
- Всего, чел. — 226 946[1].

По переписи населения СССР 1926 года население Ленинаканского уезда составляло 166 793 чел..

## Административное деление
В 1913 году в уезде было 22 общества: 
Алиханское, Амамлинское, Артикское, Бозикендское, Воскресенское, Гаджи-Халильское, Джарджурское, Илли-Караклисское, Кафтарлинское, Капанакское Большое, Караклисское Большое, Караклисское Малое, Кизиль-Кочское, Миракское, Молла-Гокчинское, Налбандское, Никитинское, Ортакилисское, Саральское, Согутлинское, Товшан-Кишлягское, Хоромское.
В 1926 году уезд делился на 7 участков: Ахбаба (центр — с. Амасия), Гаджи-Халил, Дузкент, Кафтарлы (в источнике ошибочно записан как "Картарлы"), Кайкули-Казанчи, Молла-Геокча, Талин.

## Населённые пункты
Крупнейшие населённые пункты уезда (население, 1908 год, 1905 год (под знаком *) ) 
| №  | Населённые пункты | Население, всего |
| -- | ----------------- | ---------------- |
| 1  | Авди-бек          | 1580             |
| 2  | Александрополь    | 33723            |
| 3  | Амамлы            | 3627             |
| 4  | Арихвали большой  | 1518             |
| 5  | Артик             | 3295             |
| 6  | Беканд большой    | 2826             |
| 7  | Бозикенд          | 2720             |
| 8  | Вартнав           | 1918             |
| 9  | Гаджи-Назар-Кули  | 1719             |
| 10 | Джаджур           | 1835             |
| 11 | Дузкенд большой   | 1657             |
| 12 | Ильхиаби          | 1576             |
| 13 | Кавтарлы          | 1532             |
| 14 | Казанчи           | 1518             |
| 15 | Калтахчи          | 1813             |
| 16 | Капанак большой   | 2157             |
| 17 | Капулы            | 1756             |
| 18 | Караклис большой  | 3956             |
| 19 | Караклис малый    | 3704*            |
| 20 | Кишляг            | 1758             |
| 21 | Махмуджух         | 1767             |
| 22 | Согутлы           | 2945             |
| 23 | Хором             | 2372             |
| 24 | Ширванджуг        | 2015             |